# 俄罗斯联邦共产党
俄罗斯联邦共产党（俄语：Коммунистическая партия Российской Федерации，羅馬化：Kommunisticheskaya partiya Rossiyskoy Federatsii，發音：[kəmʊnʲɪsʲtʲit͡ɕɪskəjə partʲɪjə rɐsʲˈijskəj fʲɪdʲɪrˈat͡sᵻɪ]），简称俄共（КПРФ），是俄罗斯的一个共产主义政党。该党一般被认为是苏联共产党的主要政治遗产继承者。目前，该党是俄罗斯最大在野党，并在奥廖尔州、乌里扬诺夫斯克州、哈卡斯共和国执政。

## 历史
1993年2月14日，“俄罗斯苏维埃联邦社会主义共和国共产党第二次非常代表大会”召开，宣布重建俄罗斯的共产党组织，定名为俄罗斯联邦共产党。
俄罗斯联邦共产党由根纳季·久加诺夫所领导，他曾抨击苏联共产党中央政治局委员亚历山大·尼古拉耶维奇·雅科夫列夫提倡的「公开性」政策，而他在1991年苏联解体之后积极投入俄罗斯的「民族爱国主义」运动，并成为俄罗斯「救国阵线」的主席，他在1993年俄罗斯宪政危机后与苏联的政治家一起重建了该党，早些年和他合作的人有欧亚主义学者亚历山大·杜金，负责早期该党刊物出版的相关业务。
1996年8月7日，俄罗斯联邦共产党发起成立“俄罗斯人民爱国联盟”，由30多个左翼组织组成，如谢尔盖·巴布林的俄罗斯全民联盟。久加诺夫依旧担任该联盟的主席。正值俄罗斯总统大选，当时俄罗斯联邦共产党支持杰出的知识分子亚历山大·依诺耶夫，他在前苏联时代是个异议分子，在苏联改革的时候被苏联共产党所接纳，其他俄罗斯联邦共产党支持的代表有物理学者若列斯·阿尔费罗夫，他曾在2000年获得诺贝尔物理学奖。这次选举共产党候选人久加诺夫虽然未能胜出，但成功令叶利钦未能在第一轮投票胜出，叶利钦仅在第二轮投票勉强胜出。2000年普京接掌政权后，俄共在杜马的影响减弱。
久加诺夫把2003年的国家杜马选举称为令人作呕的奇观，并且指责克里姆林宫是在建立波特金党（波特金是文学作品所虚构的山庄，专门剽窃旅者的财富的强盗集团），窃取他人大选成果。
俄罗斯联邦共产党也有一些相当受欢迎的政治人物，他们是紧接在久加诺夫之后的第二号人物，并得到强而有力的支持，2001年的根納季·謝列茲尼奧夫、2003年的谢尔盖·高叶夫以及2004年的根纳季·赛密根，以上都是以前蘇聯時代的异议人士。而有些俄罗斯联邦共产党黨員被指是百万富翁，例如谢尔盖是企业TEKHOS的所有人，所以俄罗斯联邦共产党明显和传统的马克思列宁主义的主张背道而驰。
2004年7月，从俄罗斯联邦共产党分裂出来的全俄罗斯未来共产党选出弗拉基米尔·吉洪诺夫作為领袖，然而弗拉基米尔·吉洪诺夫分裂的举动并不成功，多数俄共成员仍不想与久加诺夫决裂。
俄罗斯联邦共产党被谢尔盖·巴布林的俄罗斯人民同盟所认同，并在2011年的大选中获得一些议席。
俄罗斯联邦注册署声明有164,546个合格选民为共产党籍的公职人员。
2014年，该党呼吁俄罗斯正式承认顿涅茨克人民共和国和卢甘斯克人民共和国。
在2022年俄罗斯入侵乌克兰之后，俄罗斯共产党发表声明支持俄羅斯對烏克蘭發動軍事行動，并指责北约计划“奴役乌克兰”，从而“对俄罗斯的安全构成严重威胁”。它呼吁乌克兰“非军事化和去纳粹化”。该党認為，此次軍事行動是乌克兰班德拉派和法西斯分子与俄罗斯武裝部队之间的冲突。俄羅斯共產黨還指控烏克蘭班德拉派和法西斯分子对讲俄语的人實行种族灭绝。俄罗斯共产党还指责美国和北约将欧洲法西斯同情者和中东恐怖分子部署到乌克兰与俄罗斯军队作战。不過俄罗斯共产党三位國家杜馬議員反對俄羅斯入侵烏克蘭。

### 反对普京政权
俄罗斯国内各左翼政党与共产主义运动的支持者，如俄罗斯联邦共产党和比俄共更加亲近斯大林主义的苏联共产党俄罗斯共产主义工人党、全联盟共产党布尔什维克，基本上都反感与厌恶普京政权，称普京是“叶利钦的亲西方、卖国和对本民族进行种族灭绝政策的延续者”
2009年12月，俄罗斯联邦共产党主席久加诺夫在评价普京执政10年的功过时说：“从重大的经济及国家政策的角度讲，与上一个十年相比，现行（普京的）执政团队并没有巩固国家，反而是进一步搞坏了国家，进一步削弱了国家。普京政权仅是前政权（叶利钦政权）的变种而已，其威望在许多方面只是靠空洞的言辞说教来维持的，其所作所为实际上进一步加深了上世纪90年代所建立的犯罪性的资本主义制度的危机；挽救国家的唯一出路是采纳俄共的社会经济改革纲领，在俄罗斯重新恢复社会主义原则。”
2025年7月6日，俄罗斯联邦共产党第十九次全国代表大会通过决议，称尼基塔·赫鲁晓夫1956年发表的《关于个人崇拜及其后果》报告是错误的。并为约瑟夫·斯大林恢复名誉。

## 意识形态
该党官方的意识形态有共产主义、马列主义以及爱国主义，该党自有在俄罗斯政坛中独特的地位，而他们和前苏联共产党最大的不同在于，他们标榜爱国主义与民族主义并且把它们纳入马列主义的意识形态之中，另外不同于前苏联共产党的一点是，他们不像该党在1956年后开始反对个人崇拜，他们把斯大林解读为反修正主义，在2010年斯大林冥诞的场合，久加诺夫在给总统梅德韦杰夫的公开信中表示俄罗斯社会向新斯大林主义迈进。
俄罗斯政治学者克涅夫·克涅夫说：“俄共形式上仍然叫共产党，党的领袖还是久加诺夫。但其实俄共内部早已发生了根本改变，俄共内部已经没有多少共产主义了。共产主义对俄共来说仅是一块招牌和外壳。从俄共的纲领、竞选技术等方面看，俄共同欧洲左派政党已经没有多少区别。今天的俄共同15年前的俄共相比，已经是两个不同的政党。”
俄罗斯共产党在下议院国家杜马的党团总参事马格梅特说，俄共尊重私有产权，主张宗教信仰和新闻媒体自由。如果俄共执政，俄共将容许政治反对派活动，俄共认为政治竞争必不可少。马格梅特说：“时代在变，今天已不同过去，现在完全是另一个时代，这就要求俄共也必须调整和改变。”

## 选举结果
国家杜马在俄罗斯新宪法刚通过成立时，人民也还未从前苏联极权的阴影走出来，当时的全国得票率不过12.4%，在1995年成长到22%成为俄罗斯的最大政党，在1999年增加为24%，在2003年损失半数的票源剩下13%的支持率，2007年支持率下降至11.57%，但是支持的人数仍是增加到八百万人，还是仍够掌握在议会中部分的席次，到2011年支持率上升到19.16%较上届选举提高许多。俄罗斯联邦共产党仍然是俄罗斯政坛中的第二大党，以及最主要的在野党。
在苏联瓦解后的每次总统大选，共产党始终都只能保持第二高票，1996年得到32%的支持率，略逊于时任总统叶尔钦的35%，2000年久加诺夫代表共产党竞选降到29%的支持度，然而其对手普京却赢得53%的得票率，在2004年的总统大选寻求连任的普京得到71%的高支持度，反观代表共产党竞选的尼古拉·哈里托诺夫（原俄罗斯农业党的领袖），只得到了14%的支持度，他的预期远超过结果但是凸显共产党仍有基本盘的支持民众，2008年俄罗斯联邦共产党的总书记久加诺夫再度出马竞选总统，但只得到17.8%（13,243,550票）的支持度，总体而言共产党所赢的区域都在较小的村镇，难以和掌握大都市票源的梅德维杰夫相抗，在选举结束后久加诺夫声明他的支持度无法被突现是受到诸多的侵犯，否则他应该拿到至少30%，除此之外他也表示他将向法院提出诉讼，数週后俄罗斯中央选举委员会回应俄罗斯联邦共产党的抱怨，表示这次的选举一切公允且正当，不会改变人民选举出来的结果。
2005年2月，俄罗斯联邦共产党设法击败执政党统一俄罗斯，在地区的选举得到27%的支持率。在12月4日的莫斯科杜马共产党一共赢得16.75%的支持率，并且取得四席的席次，也是该党首次在莫斯科取得最好的成果，在同样公开的选举由于俄罗斯祖国党的缺席，反而使共产党得到胜利。
2007年3月11日，俄罗斯联邦共产党取得了14个地区和地方议会的胜利，也逐渐增加在边界上的胜选，这些的胜利使得俄罗斯联邦共产党成为最具影响力的在野党。3月21日俄共在伏尔加格勒市长选举胜出，高宾尼柯夫以32.47%胜选，他也是俄罗斯最年轻的市长，然而在他胜选后却倒戈投向执政的“统一俄罗斯”党，共产党则指责他利用共产党当作胜选的工具。
2011年4月7日，俄共的伊利亚波塔波夫赢得马约拉尔镇的选举，也是首次以相当高的得票率赢过执政统一俄罗斯党。
2014年4月7日，俄共的洛科季以4%差距险胜，赢得俄罗斯第三大城新西伯利亚市长选举。
2014年9月14日，俄共赢得奥廖尔州州长选举。
2015年，俄共候选人谢尔盖·列夫琴科赢得伊尔库茨克州州长选举，成为该州州长。

### 国家杜马
| 选举 | 领导人   | 选票       | %     | 席位      | +/–   | 排名  | 执政情况             |
| ---- | -------- | ---------- | ----- | --------- | ----- | ----- | -------------------- |
| 1993 | 久加诺夫 | 6,666,402  | 12.40 | 42 / 450  |       | 3rd   | 反对党               |
| 1995 | 久加诺夫 | 15,432,963 | 22.30 | 157 / 450 | ▲ 115 | ▲ 1st | 反对党 (1995–1998)   |
| 1995 | 久加诺夫 | 15,432,963 | 22.30 | 157 / 450 | ▲ 115 | ▲ 1st | 执政联盟 (1998–1999) |
| 1995 | 久加诺夫 | 15,432,963 | 22.30 | 157 / 450 | ▲ 115 | ▲ 1st | 反对党 (1999)        |
| 1999 | 久加诺夫 | 16,196,024 | 24.29 | 113 / 450 | ▼ 44  | ━ 1st | 反对党               |
| 2003 | 久加诺夫 | 7,647,820  | 12.61 | 52 / 450  | ▼ 62  | ▼ 2nd | 反对党               |
| 2007 | 久加诺夫 | 8,046,886  | 11.57 | 57 / 450  | ▲ 6   | ━ 2nd | 反对党               |
| 2011 | 久加诺夫 | 12,599,507 | 19.19 | 92 / 450  | ▲ 35  | ━ 2nd | 反对党               |
| 2016 | 久加诺夫 | 7,019,752  | 13.34 | 42 / 450  | ▼ 50  | ━ 2nd | 反对党               |
| 2021 | 久加诺夫 | 10,660,599 | 18.93 | 57 / 450  | ▲ 15  | ━ 2nd | 反对党               |

## 选民结构
俄罗斯联邦共产党在大城市和主要工业城市、科学中心和莫斯科周边城镇得到许多选民的强有力的支持。
例如一些民调显示在2007年俄罗斯杜马选举取得胜利，而其中一个民调报告是莫斯科国立大学所製作的。
从年龄分布看，俄共党员中30岁以下的年轻人占10.79%，30—40岁为10.97%，40—50岁为15.48%，50—60岁为24.74%，60岁以上为38.02%。某种程度上俄共是“弱势群体党”，更是老年人的政党。

## 批评
依据戈巴契夫基金会的分析显示，该党是功能强大的过头以至于又盲又聋，「怎麽让他知道新的资讯」，马克思主义学者鲍里斯·格高思金写到：「只会号召本身的共产主义运动，久加诺夫在他的政党裡是首要人物，在这个孤单的组织中他是最伟大的，然而这些点点滴滴使得其他共产党组织必须脱离政治生活，最大的问题是让这些组织离心离德而整个左翼力量势衰，这也就是为什麽俄罗斯联邦共产党是官方所扶植的唯一反对党。」前苏联领袖勃列日涅夫的孙子安德烈·勃列日涅夫也描述俄罗斯联邦共产党是久加诺夫和俄罗斯东正教和解的产物。

### 外国代理人指控
2021年5月，俄罗斯极右翼民族主义政党全俄政党“祖国”以致俄罗斯司法部部长的公开信的形式批评俄联邦共产党、领导人久加诺夫及其他俄共高官从中国共产党和中华人民共和国获得金钱等支持并“受其摆布”，宣称俄共应被列入外国代理人的名单之中。该政党称俄共高层频繁去前往中国旅行和演讲，久加诺夫有3本书在中国出版，一个孙子在中国留学实习。原伊尔库茨克州州长谢尔盖·列夫琴科一家一年三分之一的时间在中国度过。这些属于隐形受贿。

## 政党标志

### 旗帜

俄罗斯联邦共产党党旗
苏联国旗

## 图集

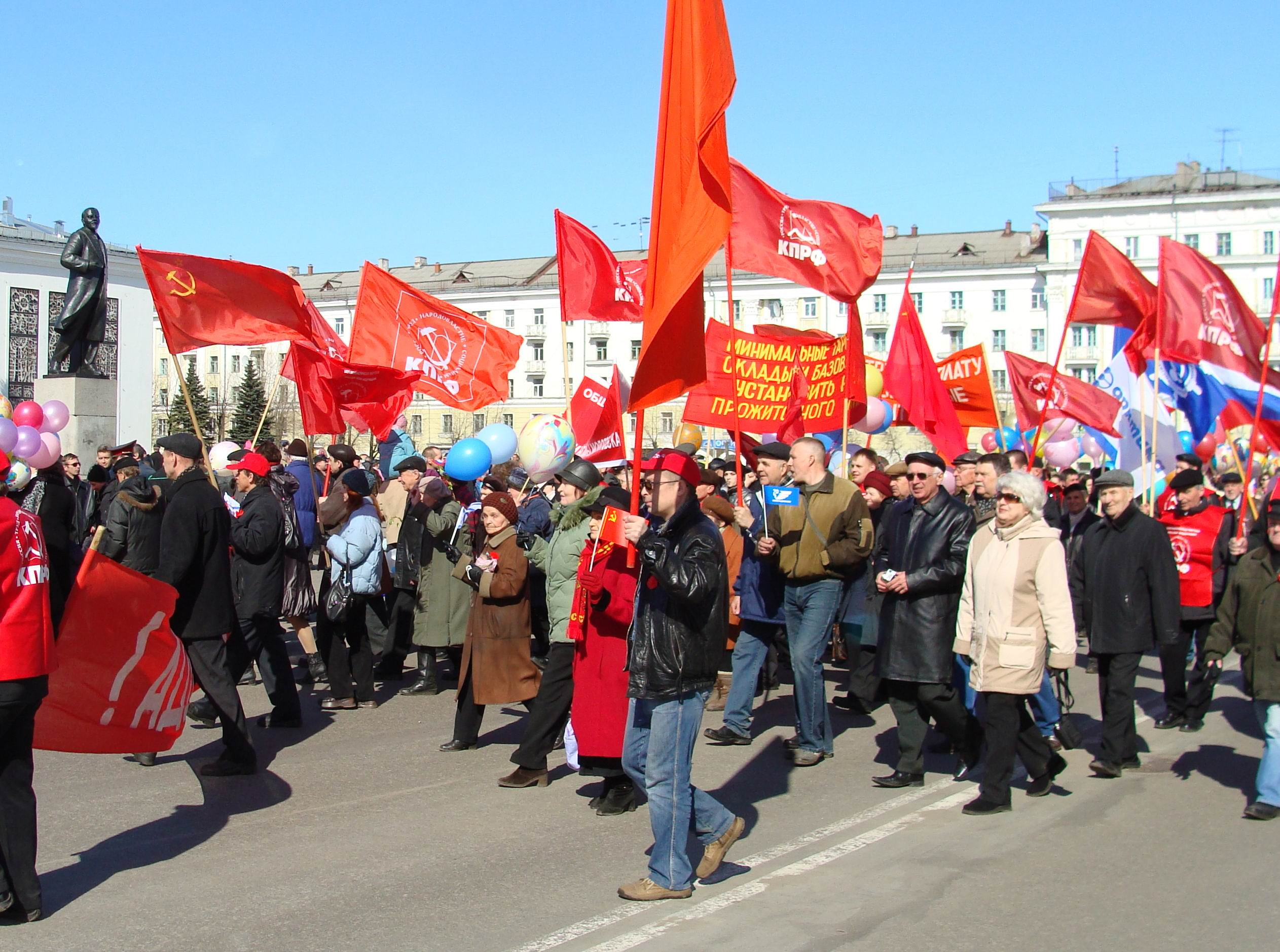
俄共党员在2009年国际劳动节北德文斯克。
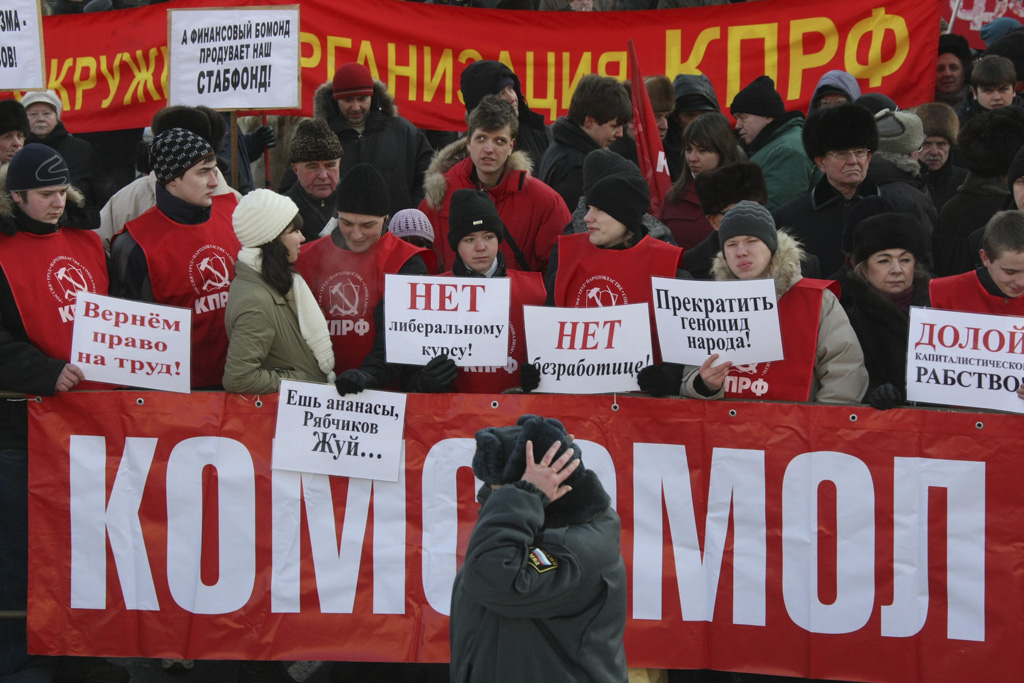
俄共党员在莫斯科Triumfalnaya Square举行示威。
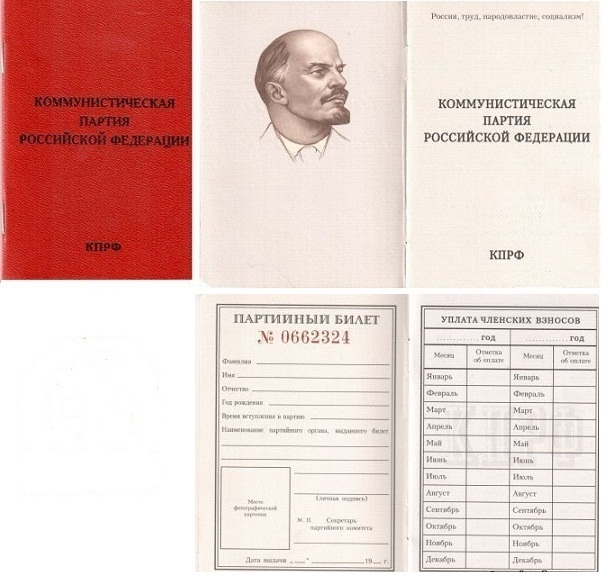
党员证